# Púixkino (Primórie)
Пушкино - Пушкино(rus) - és un poble del krai de Primórie, a l'Extrem Orient de Rússia, que en el cens del 2010 tenia 3 habitants.